# Editura Kriterion
Kriterion este o editură din România care, prin publicațiile sale, promovează dialogul intercultural și interconfesional.

## Istoric

Géza Domokos (1928-2007) fondatorul Editurii Kriterion

Editura Kriterion a fost înființată la București la sfârșitul anului 1969 și a debutat pe piața cărții la începutul anului 1970 sub conducerea scriitorului de limbă maghiară Géza Domokos.
Începând cu a doua jumătate a anilor 1970 și până la sfârșitul anului 1989, Editura Kriterion a întâmpinat din ce în ce mai multe piedici din partea forurilor tutelare, printre care Consiliul pentru Cultură și Educație Socialistă (CCES), potrivit volumului de memorii „Igevár” (Cetatea slovei).
După pensionarea directorului-fondator, Géza Domokos, în 1990, conducerea editurii a fost preluată de către Gyula H. Szabó. Editura s-a aflat în subordinea Ministerului Culturii și Cultelor până în decembrie 1997, când a devenit societate comercială de stat, apoi, doi ani mai târziu s-a privatizat. În anul 2002, editura și-a mutat sediul de la București la Cluj-Napoca.

## Program editorial
Editura Kriterion a promovat în planurile sale editoriale publicarea de cărți în limbile comunităților etnice din România: albaneză, armeană, bulgară, cehă, croată, germană, idiș, maghiară, rusă, sârbă, slovacă, tătară, turcă, ucraineană. Concomitent cu promovarea culturii cetățenilor români de altă etnie, Editura Kriterion a facilitat și accesul cititorilor români la cultura concetățenilor lor prin traduceri și lucrări originale. Cea mai mare pondere o au cărțile în limba maghiară, ce cuprind o arie tematică vastă; practic, cu excepția manualelor, "cartea diversă" este prezentă în proiectele editoriale de la lucrări beletristice, clasice și contemporane la literatura de informare (atât de nivel mediu, cât și universitar), până la lucrări practice.
După 1990, programul editurii s-a lărgit cuprinzând, mai întâi, o colecție în și despre limba rromani, apoi și opere traduse din alte limbi ale lumii precum: romanșa, kurda, araba, persana etc.
După anul 2000, producția editorială a fost de 30-35 de titluri anual.

## Colecții de carte
- Téka
- Gordiusz
- Közelképek
- Történelmi Regények
- Romániai Magyar ĺrók
- Erdélyi Műemlékek
- Kincses Könyvtár
- Önálló Kötetek
- Horizont Könyvek
- Orbis
- Biblioteca Kriterion
- Bibliotheca Islamica (fondator / îngrijitor: George Grigore)
- Biblioteca Rromă (fondator / îngrijitor: Gheorghe Sarău)
- Kriterion Schulausgabe. Seria fondată în 1972 a publicat autori germani clasici și locali, comentați pentru uzul școlar. Redactorul seriei a fost Dieter Roth.

## Redactori
Redactori care au lucrat și, unii dintre ei, care mai lucrează la Editura Kriterion:
- pentru limba maghiară: Pál Bodor, János András V., András Bodor, László Csiki, Éva Gergely, Judit Kacsó, Gusztáv Molnár, Rudolf Németi, Judit M. Szemlér, Annamária Osvát, Gyula H. Szabó, Sándor Szilágyi N., François Bréda, László Csiki, Tibor Kálmán Dáné, Péter Egyed, János Géczi;

- pentru limba germană: Hedi Hauser - redactor șef, Dieter Roth, Rolf-Frieder Marmont;

- pentru limba română: Paul Drumaru, Elena Diatcu, Gabriel Gafița;

- pentru limba sârbă: Felix Milorad, Octavia Nedelcu;

- pentru limba ucraineană: Nicolae Casiuc;

- pentru limbile slovacă, cehă, turcă, tătară, idiș, rromani, albaneză, armeană: redactor-responsabil, Elena Diatcu.

## Apreciere științifică
În 2006, Editura Kriterion a fost inclusă de către Consiliul Național al Cercetării Științifice din Învățământul Superior (CNCSIS) în categoria editurilor cu profil științific. Cod CNCSIS: 160.